# فيرسوكوستات
فيرسوكوستات (بالإنجليزية: Firsocostat) هو دواء تجريبي يُطوَّر لعلاج مرض الكبد الدهني غير الكحولي (NAFLD) والتهاب الكبد الدهني غير الكحولي (NASH). يعمل الدواء من خلال تثبيط إنزيم أسيتيل-كوإنزيم A كربوكسيلاز (ACC)، وهو إنزيم رئيسي في عملية تكوين الأحماض الدهنية داخل الكبد.

## آلية العمل
يُثبط فيرسوكوستات نشاط إنزيم ACC، ما يؤدي إلى تقليل تخليق الدهون الثلاثية داخل خلايا الكبد، وبالتالي يقلل من تراكم الدهون داخل الكبد ويحسّن من التمثيل الغذائي للكبد لدى المرضى المصابين بـ NASH.

## التطوير السريري
يتم تطوير الدواء من قبل شركة Gilead Sciences ، وقد خضع لتجارب سريرية ضمن المرحلة الثانية، سواء بمفرده أو ضمن علاجات مركّبة مع أدوية أخرى مثل:
- Cilofexor – وهو ناهض لمستقبل FXR
- Selonsertib – مثبط كيناز ASK1

أظهرت النتائج الأولية من الدراسات السريرية أن فيرسوكوستات ساعد في تقليل الدهون في الكبد وتحسين بعض مؤشرات الالتهاب والتليف، لكنه لم يكن كافيًا وحده لعلاج المرض بشكل كامل، ولذلك تُجرى أبحاث إضافية ضمن علاجات مركبة.

## الآثار الجانبية
أشارت التجارب السريرية إلى أن فيرسوكوستات جيد التحمل عمومًا، لكن تم تسجيل بعض الآثار الجانبية، ومنها:
- زيادة طفيفة في مستويات الدهون الثلاثية في الدم (تأثير متوقع لتثبيط ACC)
- اضطرابات هضمية خفيفة
- صداع أو تعب في حالات محدودة
- لم تُسجل آثار جانبية خطيرة مرتبطة مباشرة بالدواء في الدراسات المبكرة

## الاستخدام السريري
حتى الآن، لم تتم الموافقة على استخدام فيرسوكوستات من قبل إدارة الغذاء والدواء الأمريكية (FDA)، ويُعتبر دواء قيد البحث ضمن محاولات لإيجاد علاج فعال لـ NASH، وهو مرض مزمن يفتقر لعلاجات معتمدة حتى الآن.